# Narnija
Narnija je izmišljen svet, ki je nastal v domišljiji britanskega pisatelja C.S. Lewisa kot okolje za fantazijsko pripoved Zgodbe iz Narnije. Poleg istoimenske dežele, kjer se odvija večina dogajanja, ga tvorijo še dežele Archenland, Calormen, različni otoki v Vzhodnem oceanu ter nekatera druga ozemlja. Lewis je zapisal, da ga je pri ustvarjanju tega domišljijskega sveta navdihnila krajina domače Severne Irske, posebej okolica Ulstra. Ustvarjalci filmske serije, posnete po knjigah, so namesto tega izbrali Novo Zelandijo za prizorišče večine dogajanja.
V Narniji prebivajo favni, kentavri, minotavri, vile, bogovi in govoreče živali, magija je pogosta. Ljudje lahko vstopijo vanjo skozi prehode iz našega sveta, tekom pripovedi to uspe enajstim posameznikom: štirim dečkom, dvema moškima, štirim dekletom in ženski.